# Rheiderland

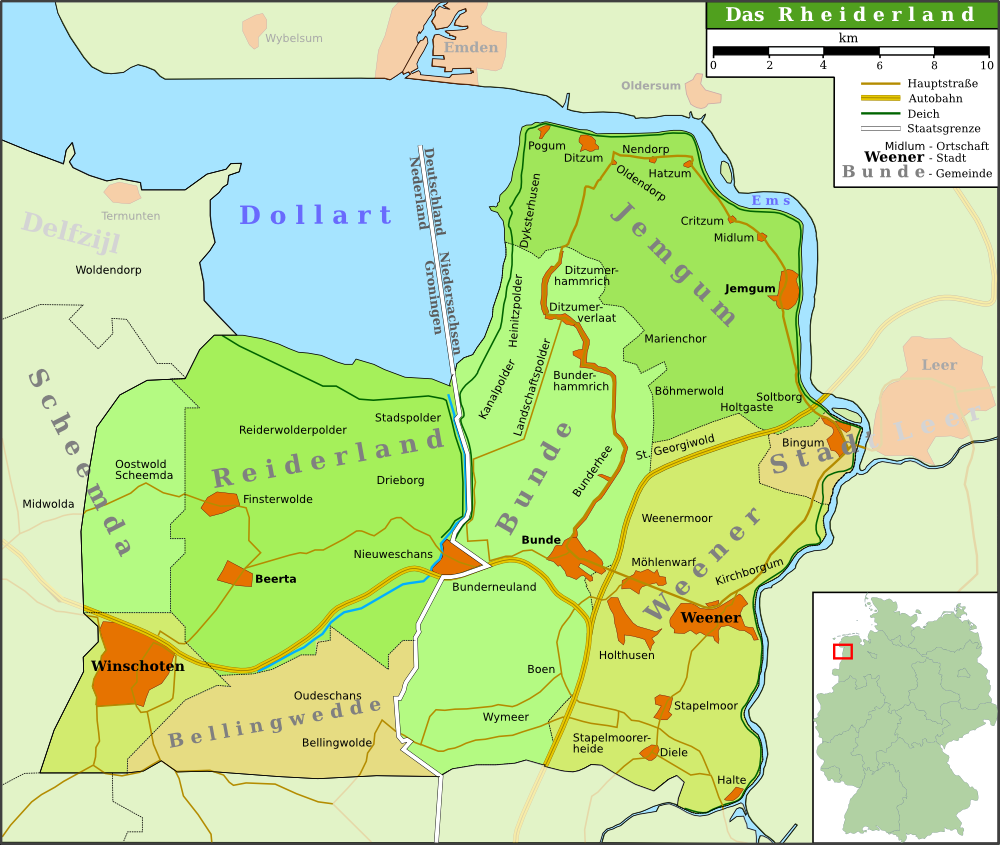
Das grenzüberschreitende Rheiderland im Nordwesten Deutschlands bzw. Nordosten der Niederlande

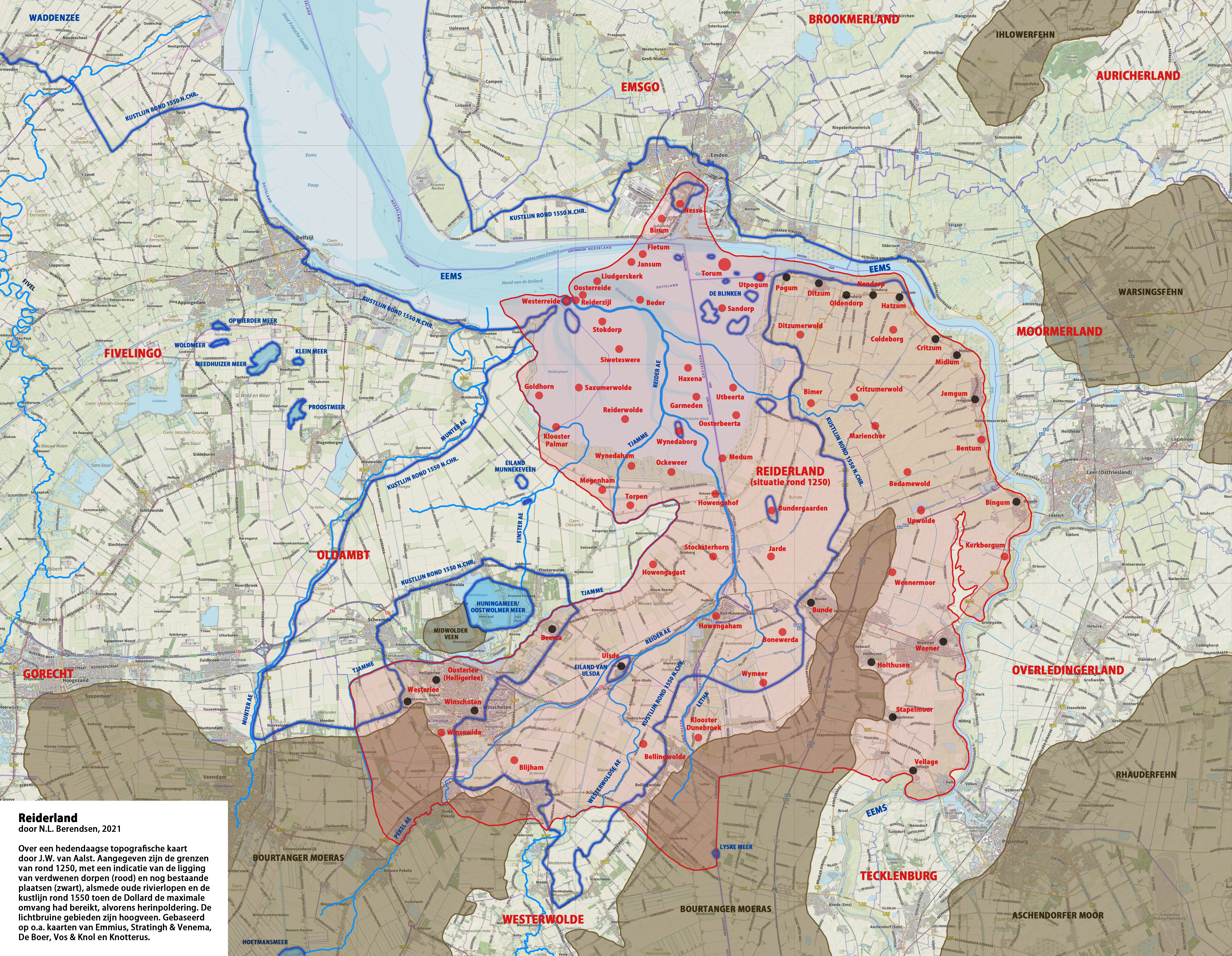
Die Grenzen um 1250 mit den verlorenen (rot) und noch vorhanden Orten (schwarz), Küsten- und Flussverläufe um 1550

Das Rheiderland ist ein Landstrich in Deutschland und den Niederlanden zwischen Ems und Dollart. Der deutsche Teil des Rheiderlandes liegt in Ostfriesland, westlich der Ems. Der niederländische Teil (geschrieben: Reiderland) liegt in der niederländischen Provinz Groningen. Es wird seit dem 16. Jahrhundert dem Oldambt zugerechnet, es gehörte vom 1. Januar 1990 bis zum 31. Dezember 2009 zum größten Teil der Gemeinde Reiderland an. Das Rheiderland ist auf dem Festland neben dem Overledingerland, dem Moormerland und dem Lengenerland eine der vier historischen Landschaften des Landkreises Leer.

## Natur

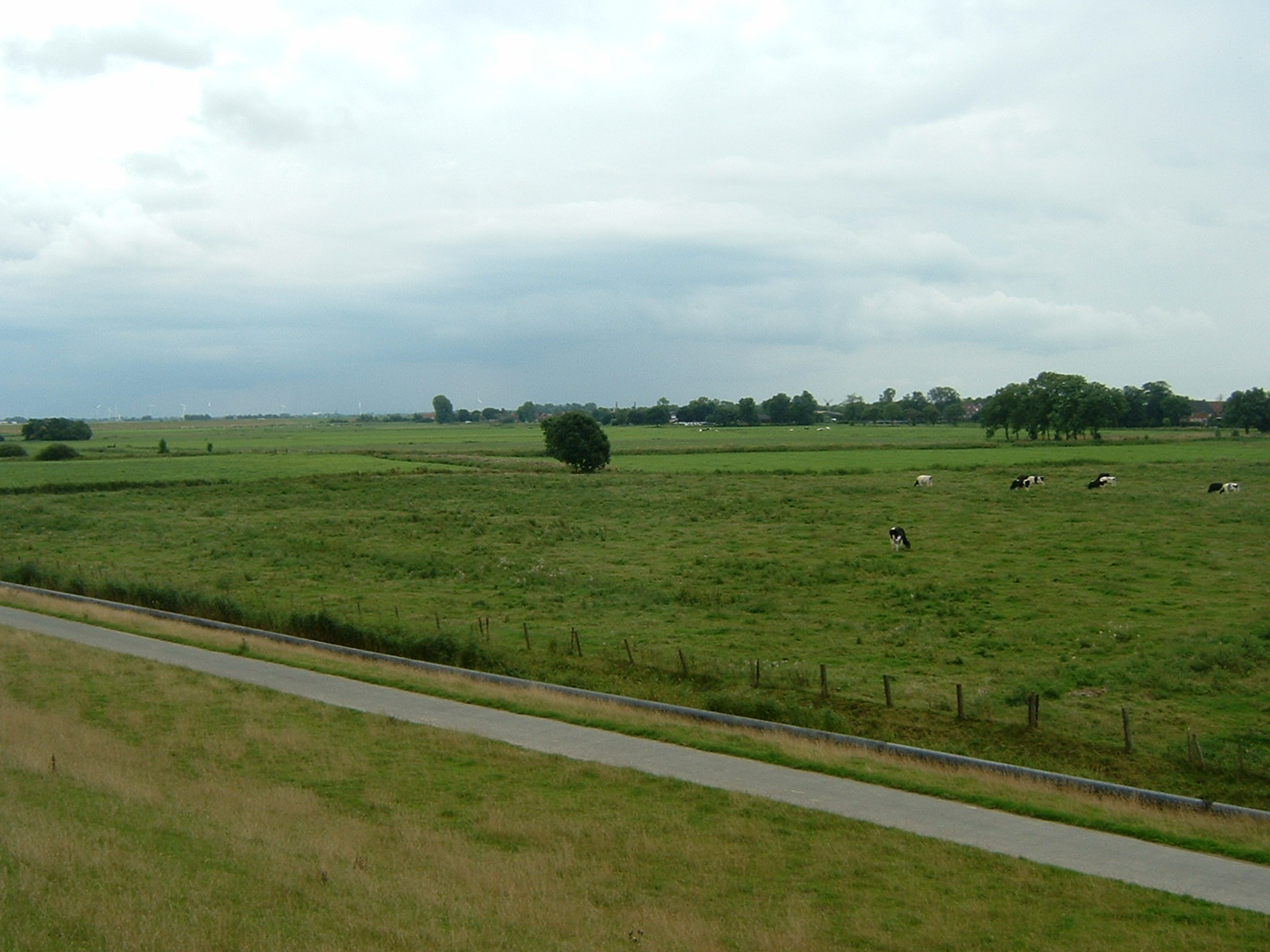
Blick vom Deich

Das Rheiderland besteht größtenteils aus Marschlandschaften (Polder, Kooge) und ist ebenso flach wie der übrige Teil Ostfrieslands, jedoch gibt es hier noch weniger Baumbepflanzung. Dadurch reicht der Blick bis zum Horizont. Entlang der Ems zieht sich die historische Flussmarsch, die bis zu 1,50 Meter unter dem Meeresspiegel liegt. Auf den feuchten bis nassen Wiesen brüten zahlreiche Wiesenvögel wie Kiebitz, Uferschnepfe oder Rotschenkel. Im Winter suchen hier bis zu 120.000 Wildgänse (vor allen Dingen Blässgans, Nonnengans und Graugans) nach Nahrung. Auch für Goldregenpfeifer, Regenbrachvogel, Großer Brachvogel und Kiebitz stellt der Grünlandbereich des Rheiderlandes einen Zwischenrastplatz von „international herausragender Bedeutung“ (Bundesamt für Naturschutz) dar. Daher ist das Gebiet seit 2000 als Europäisches Vogelschutzgebiet ausgewiesen. Das Vogelschutzgebiet trägt die Bezeichnung „V06 Rheiderland“, hat eine Größe von 8685 Hektar und wird als „eines der bedeutendsten Rast- und Überwinterungsgebiete für nordische Gänse in Niedersachsen“ bewertet.
Entschädigung für Fraßschäden durch Gastvögel
Auf Modellflächen, auch auf Grünland, untersuchte die Landwirtschaftskammer Niedersachsen im Auftrag des Niedersächsischen Umweltministeriums von 2015 bis 2018 die Ausmaße der von den Gastvögeln verursachten Fraßschäden, die schon seit den 2010er Jahren zu Zahlungen des Landes Niedersachsen an Landwirte führten. Aus den Untersuchungen entwickelte die Kammer ein Modell zur Bewertung und für differenzierte Finanzleistungen an betroffene Landwirte. Vom Frühjahr 2019 soll dies in der Praxis erprobt werden. Die EU-Kommission hat die Erhöhung der Billigkeitsleistungen des Landes Niedersachsen für Fraßschäden von jährlich bis zu 15.000 Euro pro landwirtschaftlichem Betrieb auf 50.000 Euro zugestimmt. In diese Neuregelung können auch die seit 1. Oktober 2016 amtlich erfassten Schäden einbezogen werden.
Eingedeichte Ackerflächen
Der nordwestliche Teil des Rheiderlandes wurde durch mehrere Eindeichungen vom Dollart zurückgewonnen. Der Marschboden ist ebenfalls sehr fruchtbar, aber aufgrund seiner Entstehungsgeschichte höher gelegen und daher ackerfähig. Die Bauern waren früher wohlhabend (Polderfürsten), was sich bis heute in den prächtigen Gulfhöfen widerspiegelt. Im Süden des Rheiderlandes gab es als Ausläufer des Bourtanger Moores auch Moorflächen. Bis auf ein kleines Restmoorgebiet bei Wymeer sind diese heute zerstört.

## Geschichte

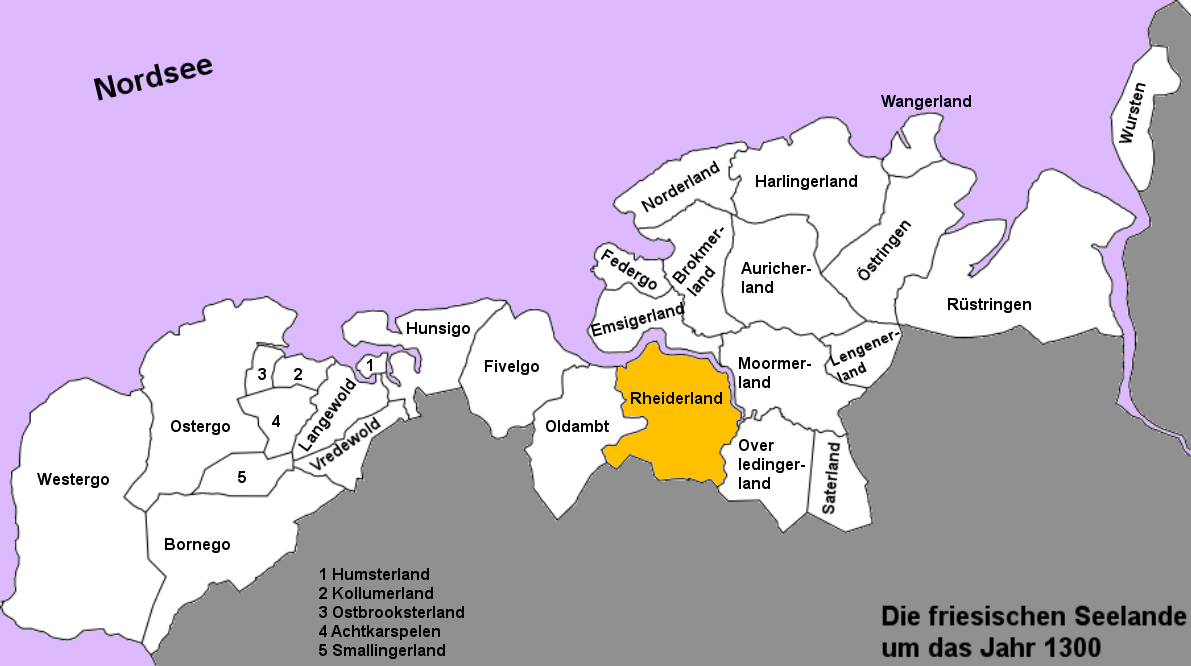
Das Rheiderland um 1300

Das Rheiderland wurde bereits früh von den Friesen besiedelt. Nachdem im 13. Jahrhundert die auswärtigen Machthaber aus Frieslande vertrieben waren, bildete das Rheiderland wie die anderen friesischen Gebiete ein eigenständiges reichsunmittelbares Territorium mit einer Ratsverfassung. Feudalismus war in diesen Landesgemeinden unbekannt. Hauptorte waren wohl Weener und Hatzum.

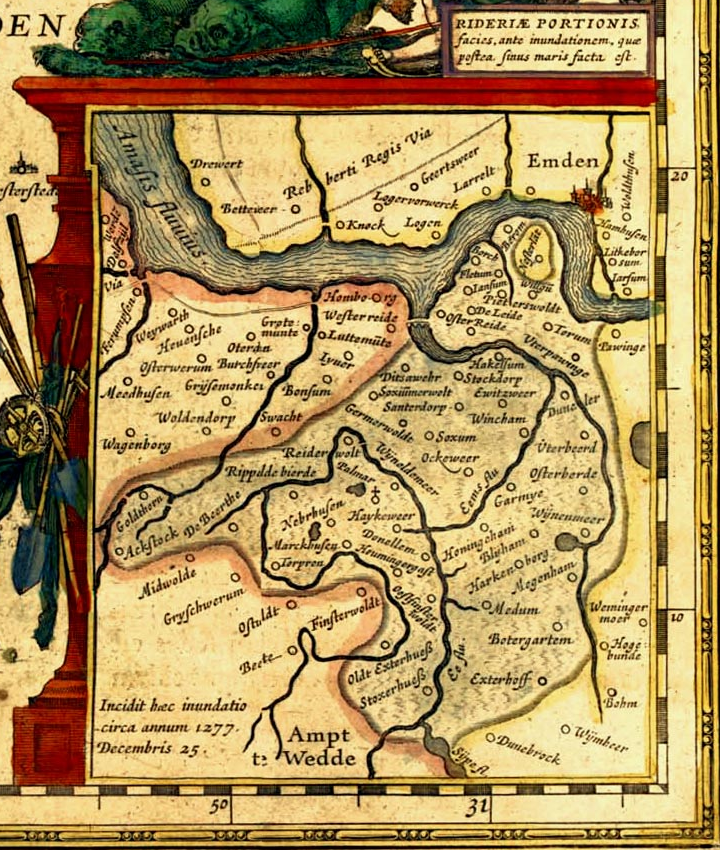
Karte des Rheiderlands um 1277 mit den an den Dollart verlorenen Ortschaften (nach Ubbo Emmius)

Zunächst war das Rheiderland eher in Richtung der Groninger Ommelande orientiert. Erst seit dem Einbruch des Dollarts (ab 1362), der große Gebiete des Rheiderlandes unter Wasser setzte und eine natürliche Grenze zu den Ommelanden bildete, wandte sich die Landesgemeinde stärker den friesischen Gebieten östlich der Ems zu. Durch Einpolderungen wurden bis ins 20. Jahrhundert viele an das Meer verlorene Gebiete zurückgewonnen.
Ab 1413 fiel das Gebiet unter die Herrschaft der Häuptlingsfamilie tom Brok und in der Folge zunächst an Focko Ukena und dann die Familie Cirksena. Nur für eine kurze Zeit konnte sich die Landesgemeinde noch einmal selbstständig machen. Der heute deutsche Teil des Rheiderlandes wurde somit Teil der Grafschaft Ostfriesland und teilte von da an deren Schicksal.
Zu Beginn der Neuzeit wurde das Rheiderland geteilt. Das Oberrheiderland umfasste die Vogteien Bingum, Weener und Bunde und gehörte zum Amt Leerort. Das Niederrheiderland umfasste Jemgum und Ditzum und gehörte zum Amt Emden.
Formell war das Rheiderland bis 1600 ein eigenes Land unter der Herrschaft der ostfriesischen Grafen, wurde dann aber endgültig Ostfriesland angegliedert. Im Jahre 1806 wurde das Rheiderland dem Departement von Groningen (Département Ems-Occidental) im Königreich Holland, später Teil des Kaiserreiches Frankreich, zugeschlagen und damit von Ostfriesland getrennt (das restliche Ostfriesland wurde zum Département Ems-Oriental). Nach dem Sturz von Napoleon Bonaparte wurde der heute deutsche Teil des Rheiderlandes durch die Beschlüsse des Wiener Kongresses 1814 wieder mit dem übrigen Ostfriesland vereint. Er gehörte fortan zum Königreich Hannover, wo es der Landdrostei Aurich zugeordnet wurde. Das Gebiet des Rheiderlands war in die beiden Ämter Jemgum und Weener gegliedert, die 1859 zu einem Amt Weener vereinigt wurden.

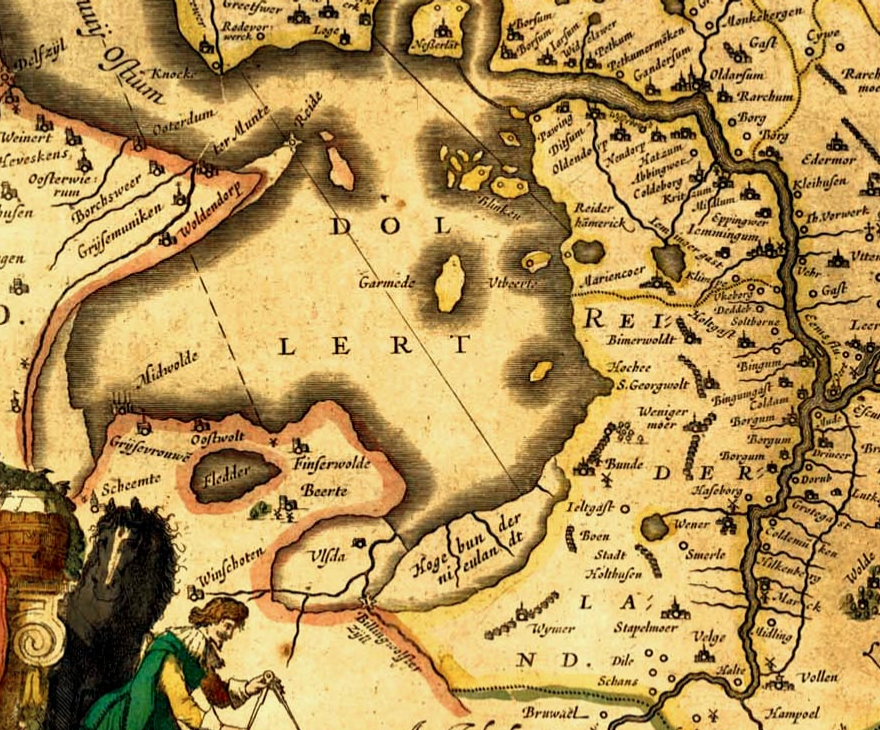
Karte des Rheiderlands um 1600 (nach Ubbo Emmius)

1860 erschien zum ersten Mal die Rheiderland-Zeitung. Die Schreibweise mit h war damals unüblich, hat sich dann aber im deutschsprachigen Raum durchgesetzt.
Im Jahre 1866 wurde das Königreich Hannover von Preußen annektiert und zur Provinz Hannover umgestaltet. Im Rahmen der Einführung einer neuen Kreisordnung für die Provinz wurde am 1. April 1885 aus dem Amt Weener der Kreis Weener gebildet. Das Rheiderland bildete damit einen eigenständigen preußischen Landkreis. Durch eine Verordnung des preußischen Staatsministeriums wurde 1932 der Kreis Weener aufgrund seiner vergleichsweise geringen Größe aufgelöst und mit dem Landkreis Leer zusammengeschlossen.
Nach dem Zweiten Weltkrieg erhoben die Niederlande Anspruch auf das ganze Rheiderland; jedoch wurden diese Ansprüche von den Siegermächten abgewiesen. Das Niederländische war auf der deutschen Seite des Rheiderlandes tatsächlich noch nicht lange durch das Deutsche als Hochsprache ersetzt worden. Es wurde nach wie vor von einem Großteil der Bevölkerung verstanden und aktiv gesprochen. Der einzige rechtlich-formelle Grund für die niederländische Territorialforderung war allerdings, dass das Rheiderland 1806 bis 1813 von Ostfriesland abgespalten war als Teil des Königreichs Holland bzw. der französisch-holländischen Départements. Die Siegermächte hatten jedoch kein Interesse an einer territorialen Neugliederung Deutschlands in den westlichen Grenzgebieten, und die Niederländischen Annexionspläne nach dem Zweiten Weltkrieg zerschlugen sich.

## Religion
Vorherrschend ist im Rheiderland die evangelisch-reformierte Kirche, zu der auf deutscher Seite heute noch etwa 70 % der Bevölkerung gehört. Bedeutendste und weithin sichtbare kirchliche Monumente dieser Konfession im Rheiderland sind die Kirchen zu Bunde, Ditzum und Jemgum. Während die Kirche zu Bunde das größte Monument im Rheiderland ist, sind die Glockentürme in Ditzum und Jemgum in einer Bauweise gehalten, die Leuchttürmen ähnelt. In einigen Orten gibt es auch evangelisch-lutherische Kirchengemeinden. Minderheiten sind Altreformierte und Freikirchliche Gemeinden, eine einzelne katholische Gemeinde gibt es in Weener. Bekannt ist die Region in diesem Zusammenhang auch durch ihre große Anzahl erhaltener Kirchenorgeln. Die bedeutendste ist die Arp-Schnitger-Orgel in der Evangelisch-reformierten Kirche in Weener.
Auf der niederländischen Seite hat sich die Entkirchlichung viel weiter durchgesetzt. Nur noch eine Minderheit gehört einer der reformierten Kirchen an. Es gibt Gemeinden der Protestantischen Kirche in den Niederlanden in Finsterwolde und Nieuweschans.

## Kultur und Sprache
Im Rheiderland ist die Niederdeutsche Sprache im Alltagsgebrauch noch weitverbreitet. Die meisten Menschen im deutschen Teil des Rheiderlandes sprechen im alltäglichen Leben Ostfriesisches Platt (oder einen Unterdialekt, das Rheiderländer Platt). Im niederländischen Teil wird neben der Niederländischen Sprache auch ein Dialekt des Groninger Platt gesprochen, das dem ostfriesischen Platt recht ähnlich ist.
Bis ins 19. Jahrhundert war im Rheiderland das Niederländische die dominierende Kirchensprache und hat viele Spuren im örtlichen niederdeutschen Dialekt hinterlassen. Die enge kulturelle und sprachliche Verbindung mit der niederländischen Seite bildete den Vorwand dafür, dass die Niederlande das Gebiet nach dem Zweiten Weltkrieg für sich beanspruchten, allerdings erfolglos (siehe: Geschichte).

## Politik
Der größte Ort ist die Stadt Weener. Verwaltungstechnisch ist das Rheiderland auf deutscher Seite in die Gemeinden Weener, Bunde und Jemgum sowie den Ortsteil Bingum der Stadt Leer aufgeteilt und gehört somit gänzlich zum Landkreis Leer. Auf niederländischer Seite gehören die Gemeinde Reiderland, der nördliche Teil der Gemeinde Bellingwedde, der östliche Teil der Gemeinde Scheemda sowie die Gemeinde Winschoten zum Rheiderland. 2010 wurden Reiderland, Scheemda und Winschoten zur neuen Gemeinde Oldambt vereinigt, während Bellingwedde 2018 zu Westerwolde eingemeindet wurde.
Trotz der fast nicht vorhandenen Industrie und der niedrigen Bevölkerungsdichte ist das Rheiderland eine Hochburg der Sozialdemokratie.

## Wappen
Blasonierung: „Gespalten von Gold und Blau, vorne ein halber rotgezungter, schwarzer Adler am Spalt, hinten eine goldene doppelte Lilie.“
Das Wappen geht auf ein mittelalterliches Siegel zurück. Der Adler findet sich in vielen friesischen Wappen und steht für die Reichsunmittelbarkeit und damit die Freiheitsrechte der Friesen. Die Lilie ist ein vorreformatorisches Symbol der Reinheit und steht für Maria, die Schutzpatronin der Friesen. Das Wappen wurde vom ehemaligen Kreis Weener geführt.